# Prumna ningana
Prumna ningana är en insektsart som först beskrevs av Ren, Bingzhong och Fengling Zhang 1996.  Prumna ningana ingår i släktet Prumna och familjen gräshoppor. Inga underarter finns listade i Catalogue of Life.